# D/S Constitutionen
Ej att förväxla med den svenska postångaren Constitution!

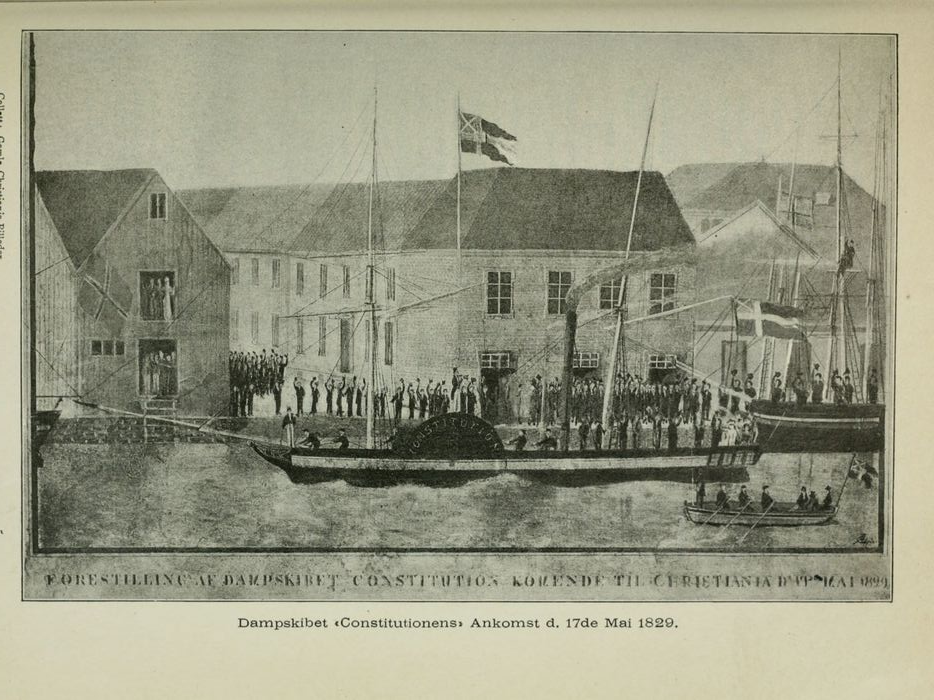
Ankomst av D/S Constitutionen till Kristiania, 17 maj 1829

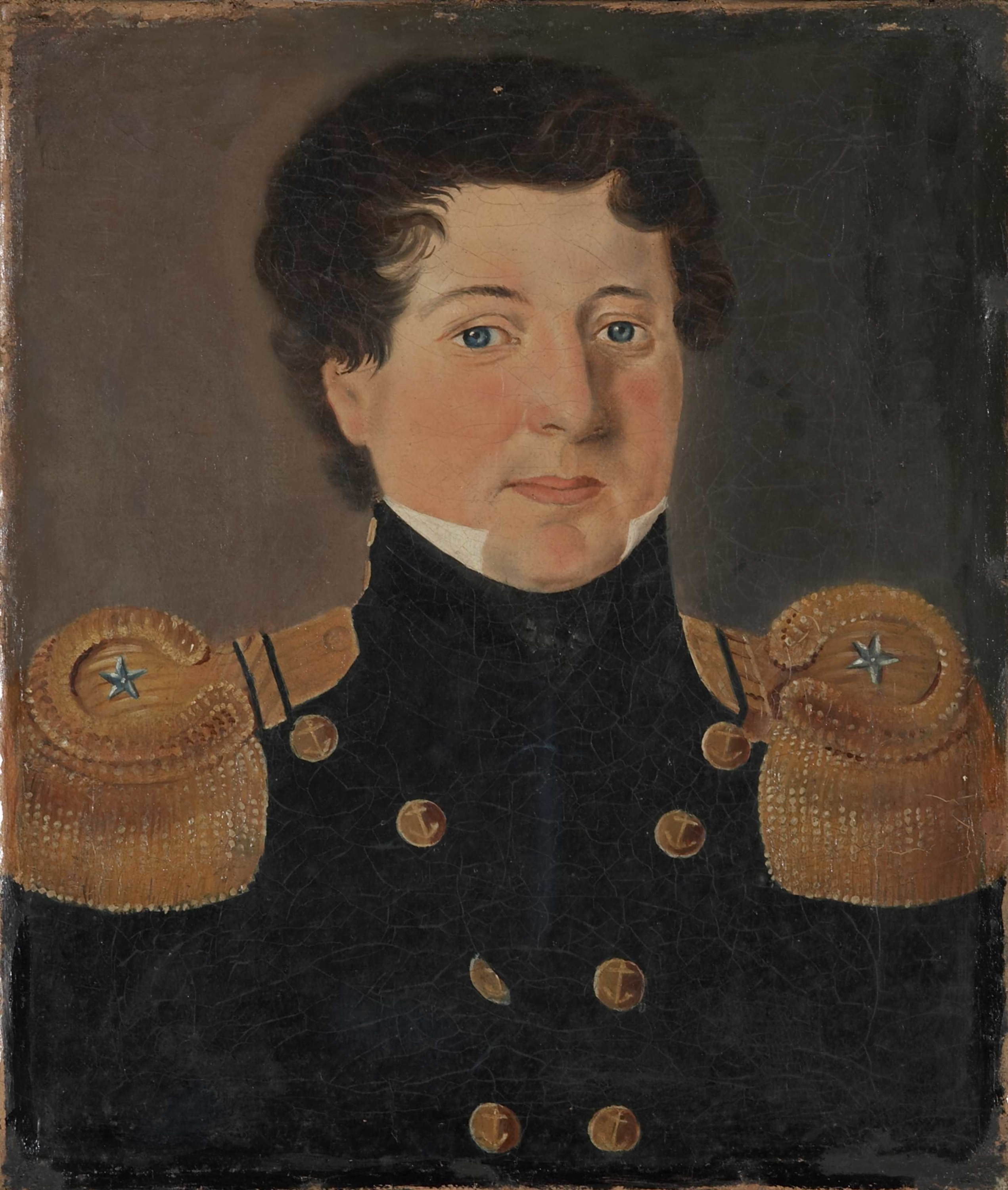
Christopher Budde var officer ombord på D/S Constitutionen och kapten på hennes första seglats från Kristiania till Kristiansand.

D/S Constitutionen var Norges första ångfartyg. Hon var också riggad som skonert. Hon levererades 1826 från firma Maudsley i London i Storbritannien till Postverkets rederi för att bli postångare. Hon tog också 32 passagerare och last. D/S Constitutionen blev 1827 satt i kusttrafik mellan Kristiania och Kristiansand. År 1827 inköpte Postverket ytterligare ett fartyg, D/S Prinds Carl, vilket seglade till Köpenhamn via Göteborg och därmed var den första så kallade "danskebåten" med ångmaskin som gick i linjetrafik till Danmark. Constitutionens tidtabell anslöt till Prinds Carls, med byte i Stavern.
Då kolerapandemin 1846–1860 nådde Kristiansand under hösten 1853, visade det sig att den första i staden som blev smittad och dog, hade arbetat ombord på D/S Constitutionen. Sundhetskommissionen i Kristiansand ville av detta skäl minska fartygets drift, men fick inte gehör från centralt håll. Ett argument var att Constitutionen var en nationell symbol och en stolthet för Norge.
Constitutionen har också varit i bruk som sjukhus. Efter stadsbranden i Drammen 1866, bedrevs stadens sjukhus under en kort tid i tält innan patienterna förlades på ångbåten.
Constitutionen höggs upp 1871.